# Sebastián Molano
Juan Sebastián Molano Benavides (født 4. november 1994 i Paipa) er en cykelrytter fra Colombia, der er på kontrakt hos UAE Team Emirates XRG.